# Municipio de Tallmadge
El municipio de Tallmadge (en inglés: Tallmadge Township) es un municipio ubicado en el condado de Ottawa en el estado estadounidense de Míchigan. En el año 2010 tenía una población de 7575 habitantes y una densidad poblacional de 88,54 personas por km².

## Geografía
El municipio de Tallmadge se encuentra ubicado en las coordenadas 42°59′11″N 85°50′23″O / 42.98639, -85.83972. Según la Oficina del Censo de los Estados Unidos, el municipio tiene una superficie total de 85.55 km², de la cual 83,43 km² corresponden a tierra firme y (2,48 %) 2,12 km² es agua.

## Demografía
Según el censo de 2010, había 7575 personas residiendo en el municipio de Tallmadge. La densidad de población era de 88,54 hab./km². De los 7575 habitantes, el municipio de Tallmadge estaba compuesto por el 96,61 % blancos, el 0,48 % eran afroamericanos, el 0,51 % eran amerindios, el 0,67 % eran asiáticos, el 0,51 % eran de otras razas y el 1,21 % eran de una mezcla de razas. Del total de la población el 1,95 % eran hispanos o latinos de cualquier raza.